# Amortizer
Amortizer (franc. amortisseur: prigušivač, ublaživač) je naprava na motornim vozilima, zrakoplovima i strojevima koja služi za prigušivanje vibracija i ublaživanje udaraca, na primjer kada vozilo prelazi preko neravnina ili kada zrakoplov dodirne tlo prilikom slijetanja. Kao amortizeri služe opruge, gibnjevi, gumeni ulošci, hidraulični i pneumatični uređaji, a istražuju se i mogućnosti elektromagnetskih uređaja. Kod cestovnih motornih vozila, amortizer je dio sustava za oslanjanje kotača koji sprječava nekontrolirane vibracije opruge te odvajanje kotača od kolnika, pa znatno utječe na sigurnost vožnje.

## Vrste i tipovi amortizera
Prema načinu djelovanja amortizeri mogu biti jednostrani i dvostrani. Jednostrani djeluju samo kad se hodni dijelovi približavaju okviru ili oklopnom tijelu, ili se od njega udaljavaju, a dvostrani u oba slučaja.
Postoji više tipova amortizera, ali najviše se upotrebljavaju opružni, gumeni, mehanički, hidraulični, pneumatični, hidropneumatični i opružnohidraulični.

### Opružni amortizeri
Opružni amortizeri ublažavaju udare i oscilacije na račun sabijanja opruge. Krajem 19. stoljeća počeli su se primjenjivati kod topničkih oružja, a od početka 20. stoljeća postavljeni su i na putničke automobile i male zrakoplove. Medutim, zbog kratkog vijeka trajanja i tvrdoće zamijenjeni su, kasnije, drugim tipovima, a danas su se zadržali samo u vilicama kotača nekih motocikla.

### Gumeni amortizeri
Gumeni amortizeri prigušuju energiju udara deformiranjem gumenih blokova ili traka. Primjenjuju se za prigušivanje oscilacija radilice stroja, motora u motornim vozilima, agregatima i dr. Jednostrani gumeni amortizeri upotrebljavaju se kod podvozja malih zrakoplova.

### Mehanički amortizeri
Mehanički (trenski) amortizeri djeluju na principu trenja. Ima ih više vrsta. Najpoznatiji je mehanički amortizeri dvostranog djelovanja, koji se sastoji od više ploča, međusobno čvrsto priljubljenih posebnom čeličnom pločom s oprugom i vijkom za podešavanje. S dva čelična kraka amortizer je vezan paralelno s gibanjima vozila. Ovaj tip amortizera počeo se upotrebljavati već 1903., i do sredine dvadesetih godina 20. stoljeća bio je najrasprostranjenijih tipova amortizera na putničkim automobilima. Zbog mnogih nedostataka danas se primenjuje, uglavnom, kod motocikla, i rijetko kod nekih trkačkih automobila. Amortizeri s trakom su jednostranog djelovanja. Primjena im je ograničena zbog male radne sposobnosti i jednake vrijednosti trenja pri svim brzinama, a i zbog kratkog vijeka trajanja.

### Hidraulični amortizeri
Hidraulični amortizeri su prvi puta primijenjeni 1907. na putničkim, a 1916. na teretnim automobilima. Zbog mekoće ublažavanja udara i sigurnosti u radu, našli su vrlo široku primjenu i danas predstavljaju glavni tip amortizera na ovjesima svih vrsta motornih vozila. Princip rada tih amortizer sastoji se u potiskivanju ulja (ili specijalne hidraulične tekućine) iz prostora niskog, u prostor visokog priziska u cilindru, što izaziva unutarnje trenje tekućine. Najpoznatiji tipovi su: krilni, polužni i teleskopski.

#### Krilni
Krilni amortizeri su starijeg tipa, dvostranog djelovanja, bez klipa i cilindra. Ulje se potiskuje kroz otvore u krilu, koje se pomiče pri osciliranju gibanja vozila. Nisu dali dobre rezultate, te su zamijenjeni učinkovitijima.

#### Polužni
Polužni amortizeri sastoje se od cilindra, klipa i klipne poluge. Cilindar je na oba kraja zatvoren i vezan za okvir vozila, a klipna poluga za ravnotežu, odnosno za rukavac kotača. Klipna poluga vezana je za sredinu klipa, a dijelovi cilindarske zapremine ispred čela klipa tvori prostore niskog i visokog pritiska. Međusobno su spojeni kanalima kroz koje se, kretanjem klipa, potiskuje ulje.

#### Teleskopski
Teleskopski amortizeri su najsavršeniji, dvostranog su djelovanja i koriste se za sva opterećenja. Sastoje se od cilindra (u kojem se nalazi ulje) i klipa, pričvršćenog preko klipnjače uz okvir ili oklopno tijelo vozila. Klip dijeli zapreminu na prostor viskokog i niskog pritiska. Na njemu si i ventili za niski i visoki pritisak, kroz koje se pomicanjem cilindara potiskuje ulje i ostvaruje prigušavanje oscilacije gibanja. Kod hidrauličnih amortizera najvažnije je brtvljenje cijelog sklopa.

### Pneumatični amortizeri
Pneumatični amortizeri djeluju na istom principu kao i hidraulični, ali se umjesto ulja potiskuje zrak, koji svojim otporom prigušuje oscilacije gibanja ili ublažava udarce. Mogu biti jednostranog ili dvostranog djelovanja, podešeni za razna opterećenja. Primjenjuju se u teleskopskim vilicama motocikala i podvozjima malih zrakoplova.

### Hidropneumatični amortizeri
Hidropneumatični amortizeri pretvaraju kinetičku u toplinsku energiju (kao kod hidrauličnih amortizera) u oba takta, i u toplinsku energiju zraka (kao kod pneumatičkih amortizera) u taktu sabijanja. Primjenjuju se kod viješanja teških teretnih automobila, većih zrakoplova, tramvaja, željezničkih vagona brzih i ekspresnih vozila te u vagonima podzemne željeznice.

### Opružno-hidraulični amortizeri
Opružno-hidraulični amortizeri predstavljaju spregu dva posebna amortizera (opružna i hidraulična) i nemaju konstruktivnih osobina.

## Prigušenje
Prigušenje ili atenuacija je smanjenje vrijednosti neke fizikalne veličine (električnoga napona, električne struje, zvuka, svjetlosti i tako dalje). Nastaje prilikom prijenosa zvučnih ili elektromagnetskih valova kroz različita sredstva ili prolaskom kroz uređaje zbog pretvaranja dijela energije zvučnih ili elektromagnetskih valova u druge oblike energije. Za namjerno prigušenje, upotrebljavaju se prigušivači ili prigušnice najčešće u elektrotehnici i akustici.
Kada se sustav, pomaknut iz ravnotežnoga položaja, prepusti daljem gibanju, vibracije su slobodne prigušene ili su u idealnom slučaju neprigušene.